# Ise (Mie)
Ise (japonsky 伊勢市), dříve nazývané Udžijamada (宇治山田), je město v prefektuře Mie na japonském ostrově Honšú. 
V červenci 2021 zde na rozloze 208,5 km2 žilo 123 533 obyvatel v 55 911 domácnostech, což znamená hustotu 590 lidí na km2.
Ve městě se nachází Velká svatyně, která je nejvýznamnější šintoistickou svatyní v Japonsku.  I proto se město může chlubit titulem Šinto (神都), což zhruba znamená „Svaté město“, doslovně pak „Hlavní město Kami“.

## Poloha
Ise patří do oblasti Kansai na největším japonském ostrově Honšú. Nachází se na severním pobřeží poloostrova Šima na východě prefektury Mie. V rámci pobřeží leží západně od Toby a jižně od Cu. Severní část města, která se rozkládá na břehu zálivu Ise, tvoří rovina, na jihu se terén zvedá a vytváří 100 až 500 m vysoké kopce a vrchy. Většina města se nachází na území Národního parku Ise-Šima.

## Historie

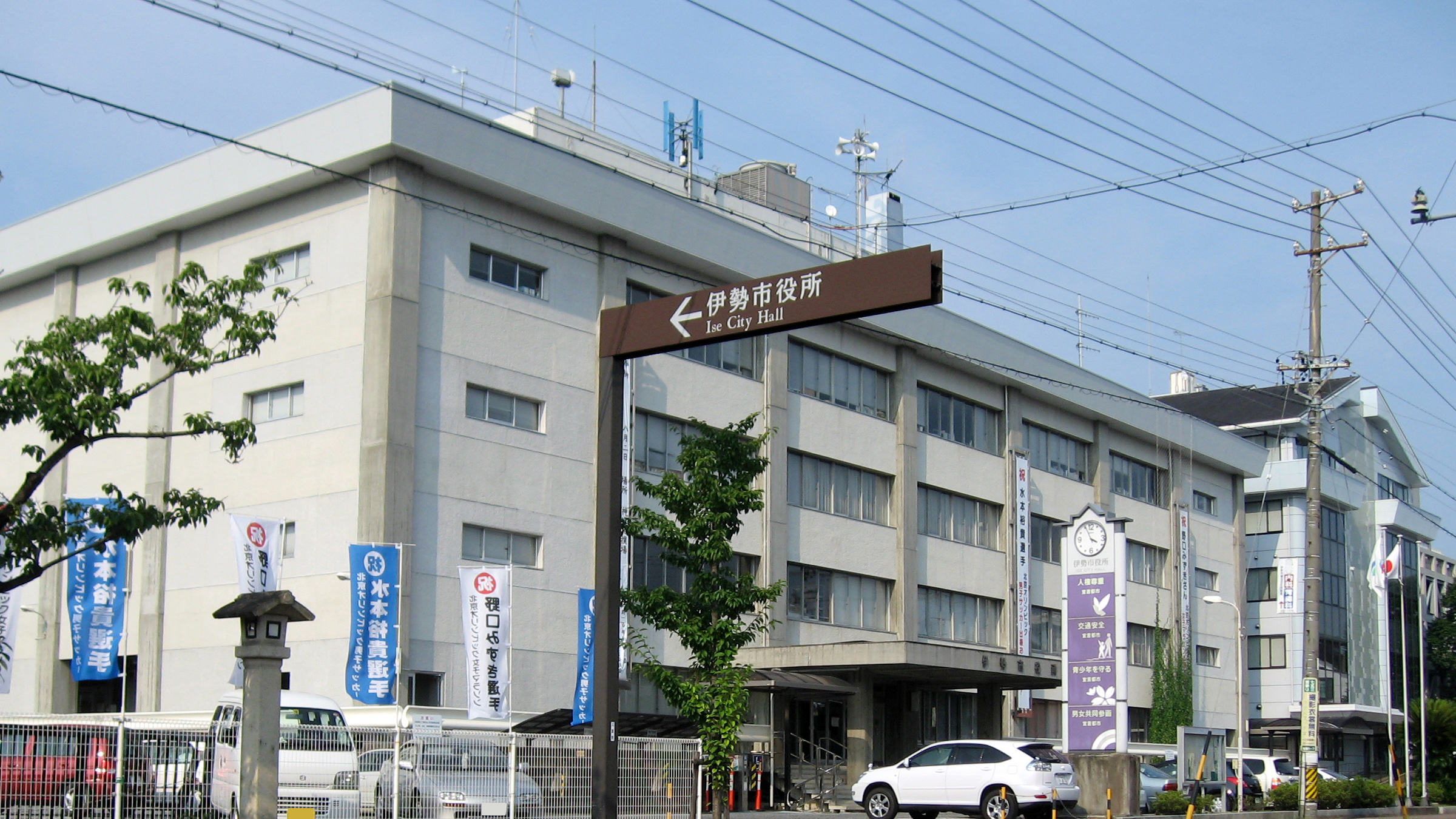
Radnice v Ise

Dějiny města jsou těsně spjaty s dějinami Velké svatyně. Ta je rozdělena na dvě hlavní části – Vnitřní svatyni a Vnější svatyni. Ve skutečnosti se jedná o dvě oddělené svatyně, které jsou od sebe vzdálené asi 6 km. Město vzniklo z malých osad, jež vyrostly kolem obou svatyní. V období Edo se Ise stalo cílem poutí nazývaných "o-Ise-mairi", což v doslovném překladu znamená „příchod do Ise“.  Ony původně malé osady se tak postupně rozrůstaly, až se z nich vyvinuly vesnice. Kolem Vnitřní svatyně vyrostla vesnice Udži a kolem Vnější svatyně vesnice Jamada. Vzhledem k náboženskému významu Velké svatyně považovala vláda šógunátu Tokugawa v období Edo zdejší oblast za politicky významnou, a proto v Jamadě ustanovila guvernéra.
V období Meidži, kdy byl zaveden moderní městský systém, došlo ke spojení obou vesnic a vytvoření města Udžijamada. K 1. září 1906 byla Udžijamada povýšena na statutární město. V roce 1909 spojila Udžijamadu s Nagojou železnice. V roce 1930 přibyly další tratě. Díky tomuto železničnímu spojení značně vzrostl počet poutníků a turistů, kteří každoročně navštěvovali Velkou svatyni. Jejich množství vyvrcholilo v roce 1940 při oslavách 2600 výročí vzniku Japonského císařství, kdy svatyni navštívilo na 8 milionů lidí. 
Význam Velké svatyně pro nacionalistickou ideologii státního šintoismu učinil z Udžijamady ke konci 2. světové války cíl 6 náletů, z nichž největší provedlo 93 těžkých bombardérů Boeing B-29 Superfortress dne 28. července 1945. Bylo při něm zničeno 39 % města.
K 1. lednu 1955 se Udžijamada spojila s vesnicemi Tojohama, Kitahama, Šigó a Kida a vzniklo město Ise. Důvodem této změny bylo vyhnout se záměně názvů s později vytvořenými městy Udži v prefektuře Kjóto a Jamada (nyní Kama) v prefektuře Fukuoka. Jméno Ise bylo zvoleno, protože město bylo po Japonsku již dávno známé díky Velké svatyni Ise. Nicméně ve městě samotném trvala fáze přejmenování nějakou dobu. Například přejmenování hlavní stanice Středojaponské železniční společnosti ze stanice Jamada na stanici Isehi trvalo celé čtyři roky. Některé názvy se však nikdy nezměnily, například největší železniční stanice v Ise je stále nádraží Udžijamada a rovněž název zdejší první střední školy je stále stejný.
Dne 26. září 1959 zasáhl oblast Ise nejsilnější zaznamenaný japonský tajfun Vera.

## Rodáci
- Miči Kawai (1877–1953), učitelka a zakladatelka Univerzity Keisen
- Isao Takahata (1935–2018), režisér, scenárista a producent animovaných filmů
- Tomoko Oharaová (* 1957), fotbalistka
- Mizuki Nogučiová (* 1978), běžkyně
- Hiroki Mizumoto (* 1985), fotbalista